# Helmut Hallmeier
Helmut Hallmeier (1933 - 26 juni 1976) was een Duits motorcoureur en tuner.
Zijn beste seizoen was dat van 1954, toen hij negende werd in de eindstand van de 250cc-klasse van het wereldkampioenschap wegrace en ook de Dieburger Dreiecksrennen en een internationale race op het circuit van Zandvoort won. 

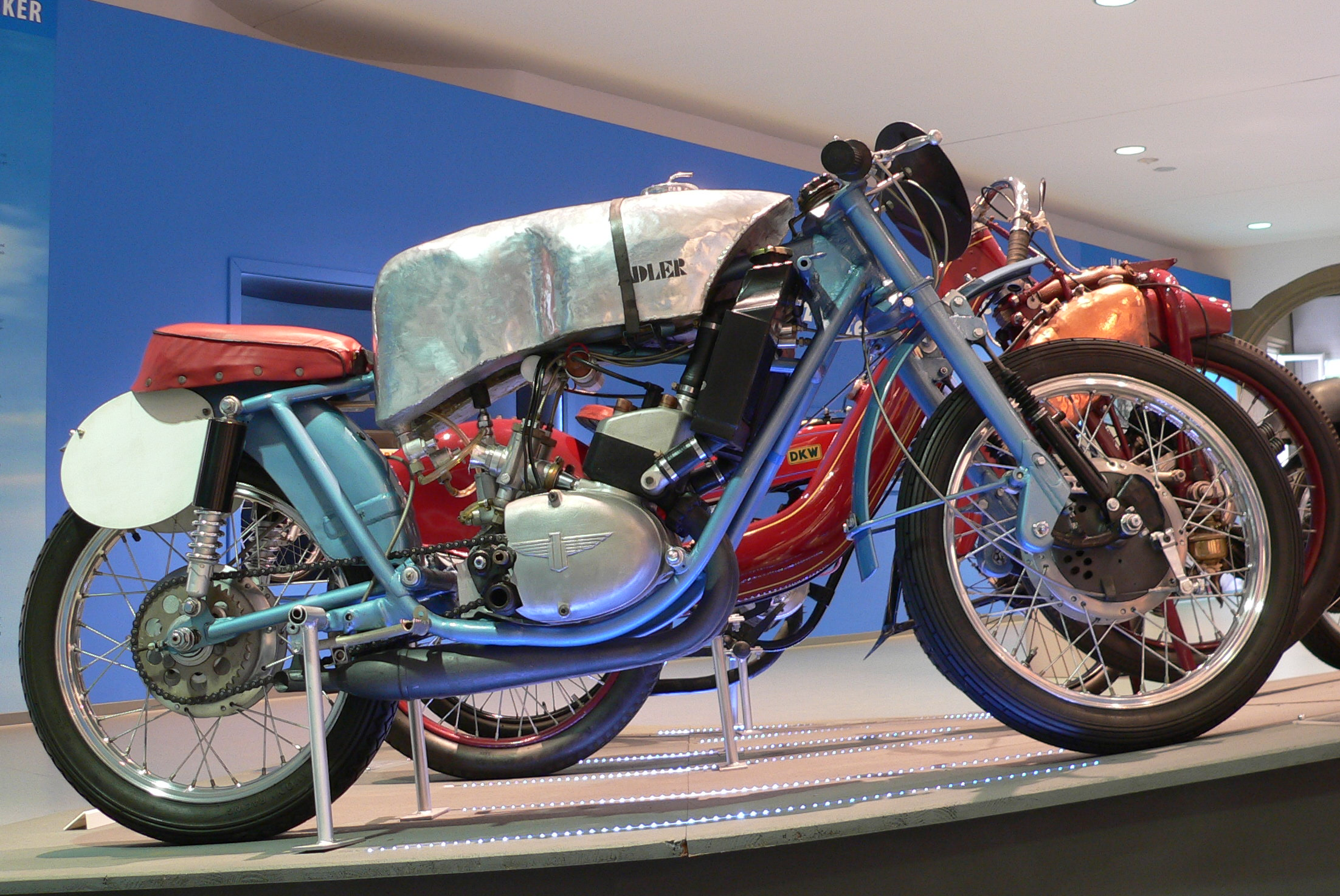
Adler MB 250 RS

Helmut Hallmeier maakte aanvankelijk naam als tuner, toen hij het sportmodel Adler MB 250 S opvoerde en ombouwde tot een wegrace-motorfiets. De MB 250 S was een luchtgekoelde tweecilindertweetakt die ongeveer 18 pk leverde, maar de door Hallmeier ontwikkelde Adler MB 250 RS-racer leverde al 26 pk bij 7.500 toeren per minuut met een topsnelheid van 170 km/uur.

## Racecarrière

### 1954
In 1954 bouwde Hallmeier de machine om tot waterkoeling en bracht hij het vermogen op 39 pk bij meer dan 10.000 toeren per minuut met een topsnelheid van 201 km/uur. In die tijd moesten tweetaktmotoren het in de racerij nog afleggen tegen de viertaktmotoren, maar de Adler MB 250 RS was net zo sterk als de NSU Rennmax van wereldkampioen Werner Haas. Helmut Hallmeier en Walter Vogel zetten de machine in in de Grand Prix van Duitsland, waar Hallmeier derde werd en Vogel zesde. 

### 1955
In 1955  won Hallmeier met de Adler MB 250 RS de internationale Sachsenring-Rennen op de Sachsenring en met een opgeboorde NSU Sportmax de Schleizer Dreieckrennen op het Schleizer Dreieck. Met de Adler werd hij zesde in de Duitse Grand Prix.

### 1957
In 1957 gebruikte hij voor de 250cc-klasse ook een NSU Sportmax. Hij won zowel internationale 250- als 350cc-races, waaronder de Eifelrennen. In de Grand Prix van Duitsland werd hij in de 250cc-race zesde en in de 350cc-race derde. Hij won de 250- en de 350cc-klasse van de Grand Prix-wegrace van Tsjecho-Slowakije, die niet meetelde voor het wereldkampioenschap. Hij werd 350cc-kampioen van Duitsland. 

### 1958
In 1958 reed hij nog enkele internationale races in Duitsland, maar geen WK-races meer. Na dit seizoen beëindigde hij zijn racecarrière en begon hij een café in Neurenberg.
Hij overleed in 1976 op 43-jarige leeftijd. 

## Wereldkampioenschap wegrace resultaten
| Jaar | Klasse | Team  | Motorfiets               | 1     | 2     | 3     | 4     | 5     | 6     | 7     | 8     | Punten | Plaats | Overwinningen |                                               | Wereldkampioen |
| ---- | ------ | ----- | ------------------------ | ----- | ----- | ----- | ----- | ----- | ----- | ----- | ----- | ------ | ------ | ------------- | --------------------------------------------- | -------------- |
| 1954 | 250 cc | Adler | MB 250 RS                | FRA - | IOM - | ULS - |       | NED - | DUI 3 | ZWI - | NAT - | 4      | 9e     | 0             | Werner Haas, NSU Rennmax                      |                |
| 1955 | 250 cc | Adler | MB 250 RS                |       |       | IOM - | DUI 6 |       | NED - | ULS - | NAT - | 1      | 15e    | 0             | Hermann Paul Müller, NSU Sportmax             |                |
| 1955 | 350 cc | Privé | NSU Sportmax (opgeboord) |       | FRA - | IOM - | DUI - | BEL - | NED - | ULS - | NAT 7 | 0      | -      | 0             | Bill Lomas, Moto Guzzi Monocilindrica 350     |                |
| 1957 | 250 cc | Privé | NSU Sportmax             | DUI 6 | IOM - | NED - | BEL - | ULS - | NAT - |       |       | 1      | 18e    | 0             | Cecil Sandford, Mondial 250 Bialbero          |                |
| 1957 | 350 cc | Privé | NSU Sportmax (opgeboord) | DUI 3 | IOM - | NED - | BEL - | ULS - | NAT - |       |       | 4      | 9e     | 0             | Keith Campbell, Moto Guzzi Monocilindrica 350 |                |